# Françoise Schepmans
Françoise Schepmans (ur. 18 czerwca 1960 w Berchem-Sainte-Agathe) – belgijska i walońska samorządowiec oraz prawnik, parlamentarzystka, w latach 2001–2004 przewodnicząca Parlamentu Francuskiej Wspólnoty Belgii, minister w rządzie tej wspólnoty.

## Życiorys
Córka dziennikarza Jacques’a Schepmansa. W 1985 ukończyła studia prawnicze na Université Libre de Bruxelles. Pracowała krótko w ministerstwie spraw zagranicznych, wchodziła też w skład rady dyrektorów macierzystej uczelni. Zaangażowała się w działalność polityczną w ramach Partii Reformatorsko-Liberalnej, przekształconej w 2002 w Ruch Reformatorski. Od 1985 do 1991 radna prowincji Brabancja. Była radną Molenbeek-Saint-Jean, wchodziła w skład władz miejskich (1989–2001, 2006–2012) oraz pełniła funkcję burmistrza (2012–2018). W 1989 wybrana sekretarzem grupy partyjnej w Parlamencie Francuskiej Wspólnoty Belgii, po raz pierwszy zasiadła w niej w 2001. Zajmowała stanowisko przewodniczącej tego gremium od 16 listopada 2001 do 5 lipca 2004. W latach 1995–2004 radna Regionu Stołecznego Brukseli, w którym kierowała frakcją MR, w 2003 krótko zasiadała w Senacie. W kadencji 2014–2019 członek i druga wiceprzewodnicząca Izby Reprezentantów, następnie powróciła do wspólnotowego parlamentu.
Mężatka, ma dwoje dzieci.

## Odznaczenia i wyróżnienia
W 2009 odznaczona Orderem Leopolda IV klasy. W 2018 znalazła się w finale konkursu World Mayor.